# ناس جميلة
ناس جميلة (بالإنجليزية: Beautiful People) فيلم كوميدي ساخر بريطاني، أنتج سنة 1999 من تأليف وإخراج جاسمين ديزدار. فاز الفيلم بجائزة أفضل فيلم في مهرجان كان السينمائي، وهو مدرج ضمن جريدة نيويورك تايمز من بين أفضل 1000 فيلم، خلال تلك الفترة، تدور أحدات فيلم ناس جميلة، حول معاناة اللاجئين من يوغوسلافيا، وفي الوقت نفسه، تتأثر حياة أربع عائلات إنجليزية بطرق مختلفة من قبل لقاء مع اللاجئين0

## وصلات خارجية
- ناس جميلة على موقع IMDb (الإنجليزية)
- ناس جميلة على موقع ميتاكريتيك (الإنجليزية)
- ناس جميلة على موقع نتفليكس (الإنجليزية)
- ناس جميلة على موقع ألو سيني (الفرنسية)
- ناس جميلة على موقع Turner Classic Movies (الإنجليزية)
- ناس جميلة على موقع أول موفي (الإنجليزية)
- ناس جميلة على موقع فيلمافينيتي (الإسبانية)
- ناس جميلة على موقع قاعدة بيانات الأفلام السويدية (السويدية)
- ناس جميلة على موقع قاعدة بيانات الفيلم (الإنجليزية)
- ناس جميلة على موقع ليتربوكسد (الإنجليزية)
- Beautiful People trailers: USA على يوتيوب, UK / USA Amazon and France على يوتيوب